# Carlo Gallotti
Carlo Gallotti (Napoli, 4 maggio 1887 – ...) è stato un militare e aviatore italiano, veterano della guerra italo-turca. Durante la prima guerra mondiale fu comandante dei dirigibili M.9, M.12 e M.14, e venne decorato di Medaglie d'argento al valor militare.

## Biografia
Nacque a Napoli il 4 maggio 1887. Arruolatosi nel Regio Esercito, frequentò la Regia Accademia Militare di Artiglieria e Genio di Torino da cui uscì con il grado di sottotenente, assegnato all'arma di fanteria.
Promosso tenente, frequentò il 1º Corso di costruzioni aeronautiche a Roma, e passò in servizio sui dirigibili nel 1912.  Partì per combattere in Libia nel corso della guerra italo-turca, volando come pilota sui dirigibili P.2 e P.3, e ottenendo il brevetto di ufficiale di bordo di dirigibile a Tripoli  il 23 dicembre dello stesso anno. Promosso capitano nel 1915, durante il corso della grande guerra fu pilota dei dirigibili P.4, M.3 e M.9.
Promosso maggiore nel 1917, fu comandante dei dirigibili M.9, M.12, del Cantiere dirigibili, del dirigibile M.14, e del IV Cantiere e del Gruppo sezione dirigibilisti dell'Aeroporto di Ferrara-San Luca. Al termine della guerra risultava decorato di Medaglie d'argento al valor militare.
Dall'ottobre 1918 fu comandante del dirigibile F.6, del 66º Gruppo aeroplani, e il Centro III Z. a Capua. Divenuto tenente colonnello nel 1926, il 25 maggio dello stesso anno conseguì il brevetto di pilota d'aeroplano, e nel mese di dicembre transitò in forza alla Regia Aeronautica. Il 7 novembre 1929 fu promosso colonnello, e poi assunse il comando del 20º Stormo aeroplani all'Aeroporto di Centocelle. In seguito fu Capo Divisione al Ministero dell'Aeronautica, Capo di stato maggiore e poi Direttore del Demanio della 1ª Zona Aerea Territoriale.